# ITVX
ITVX（舊名ITV Hub，最初名為ITV Player）是英國的一個隨選視訊服務，由ITV自2008年12月5日開始提供。2015年，ITV Player更名為ITV Hub。2021年8月時，該服務有超過3000萬名註冊用戶。2022年12月，ITV Hub更名為ITVX。

## 外部連結
- 官方网站